# Napoleon Lodewijk Jozef Jérôme Bonaparte

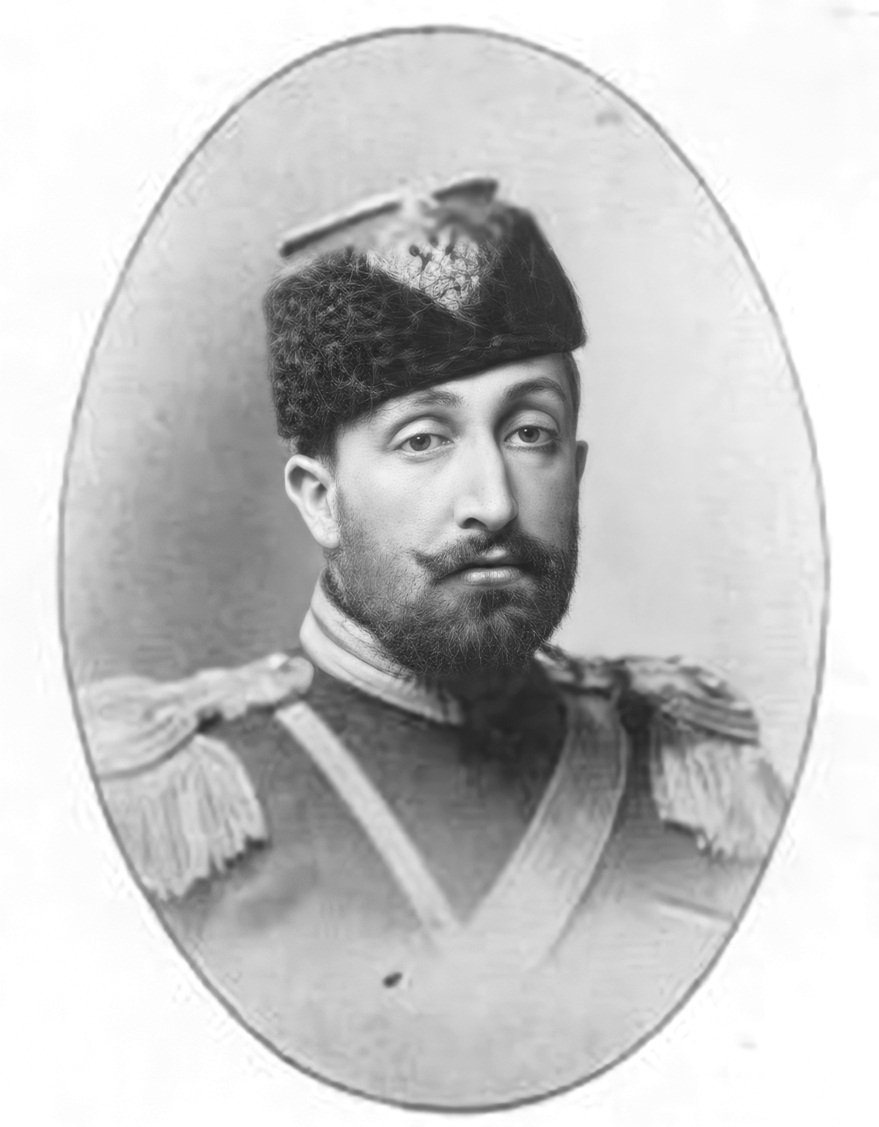
Napoleon Lodewijk Jozef Jérôme Bonaparte rond 1895

Napoleon Lodewijk Jozef Jérôme Bonaparte (Meudon, 16 juli 1864 - Prangins, 14 oktober 1932) was de tweede zoon van Napoleon Jozef Karel Paul Bonaparte, de zoon van Napoleons broer Jérôme Bonaparte, en Maria Clothilde van Savoye, dochter van Victor Emanuel II van Italië.
Lodewijk Napoleon, zoals hij bekendstond, volgde dezelfde opleiding als zijn oudere broer Napoleon Victor. Na zijn dienstplicht bestemde zijn vader, die hem wilde afleiden van het luie leven dat hij te Parijs bij zijn peettante Mathilde Bonaparte leefde, hem voor een militaire carrière. Omdat de pretendentenwet hem verbood in Franse dienst te treden, werd hij, met toestemming van zijn oom Umberto I, in 1886 luitenant in het garnizoen te Verona. Later trad hij in Russische dienst, waar hij de rang van generaal bereikte en gouverneur van Jerevan werd. Vanwege zijn militaire carrière achtten sommige bonapartisten hem een betere troonpretendent dan zijn oudere broer. Nadat de Russische Revolutie in 1917 een einde aan zijn militaire carrière had gemaakt, woonde hij op het landgoed van Prangins, dat hij van zijn vader had geërfd. Hij maakte verschillende reizen, met name naar Japan en de Verenigde Staten. Hij stierf in 1932 aan een longontsteking, ongehuwd en kinderloos.
- Bibliothèque nationale de France: cb157606259 (data)
- Gemeinsame Normdatei: 1127162403
- International Standard Name Identifier: 0000 0000 0244 989X
- Système universitaire de documentation: 177232765
- Virtual International Authority File: 64337529
- WorldCat: E39PBJfRBh8P6WKcdWhPwYXcfq